# Klaus Wagner (Philologe)

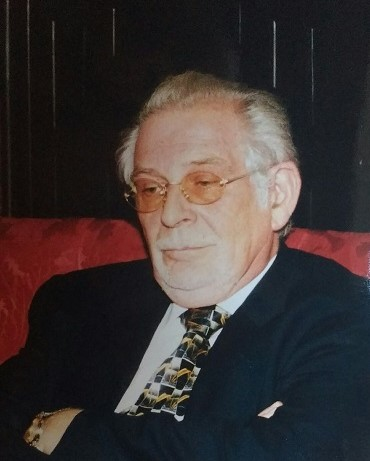
Klaus Wagner (1999)

Klaus Wagner (* 6. Februar 1937 in Rheindiebach; † 30. September 2005 in Sevilla) war ein deutscher Philologe in Sevilla. Er war ein Fachmann für die spanische Buch- und Literaturgeschichte des 16. Jahrhunderts.

## Leben
Wagner besuchte von 1947 bis 1956 das Institut Hofmann, ein staatlich anerkanntes Privatgymnasium in Sankt Goarshausen. In Untersekunda fiel vor einer Klassenfahrt nach Spanien das Los auf ihn, die Spanische Sprache zu erlernen und für die Klasse Dolmetscher zu sein. Nach drei Monaten an der Volkshochschule entwickelte sich eine lebenslange Liebe zur spanischen Lyrik, besonders zu Federico García Lorca. Nach dem Abitur studierte er an der Johannes Gutenberg-Universität Mainz Hispanistik. 1957 wurde er im Corps Hassia-Gießen zu Mainz aktiv. 1957/58 war er Austauschstudent des Deutschen Akademischen Austauschdienstes an der Universität Barcelona. Danach war er Stipendiat des Italienischen Kulturinstituts Köln an der Universität Pisa. 1960 ging er als Lehrer an das Deutsche Kulturinstitut in Madrid. Mit einer Doktorarbeit über Lope de Vega wurde er 1964 in Mainz zum Dr. phil. promoviert. Die Universität Sevilla berief ihn noch im selben Jahr als Dozent für altspanische Literatur. Das blieb er auf der Basis von Jahresverträgen über 20 Jahre. Da seine deutsche Dissertation nicht anerkannt wurde, schrieb er eine neue, über den Sevillaner Drucker Martin de Montesdoca. Bei seiner internationalen Reputation nahm ihn Sevillas Philosophische Fakultät 1984 als reguläres Mitglied auf. 1988 ernannte sie ihn zum Professor für spanische Literatur. Sein Steckenpferd war Hernando Colon, besonders dessen Privatbibliothek, die Biblioteca Colombina. Wagner schrieb viel über den unehelichen Sohn von Christoph Kolumbus und bezeichnete ihn gern als „seinen Stiefsohn“. Sein fachliches Interesse galt der Zeit Karls V., über den er in seinen letzten Lebensjahren Vorträge in der ganzen Welt hielt. So anstrengend und gesundheitlich fatal die Reisen waren, für Wagner waren die Einladungen zu den Kongressen Genugtuung und ehrenvolle Anerkennung seines Wirkens: „Ich fahre jetzt ein, was ich in jahrzehntelanger Arbeit gesät habe.“ Im Februar 2000 in die Real Academia Sevillana de Buenas Letras aufgenommen, berichtete er in einem Interview mit dem Corps-Magazin über das Entstehen, die Aufgaben und die Arbeit der spanischen Akademien und über das Verhältnis von Spanien zu Deutschland und zur Europäischen Union.
Wagner war zwei Mal mit Spanierinnen verheiratet. Aus der geschiedenen ersten Ehe sind zwei Kinder hervorgegangen. Seine zweite Frau Paulina schrieb vor seinem Tod, dass Wagners größtes Glück seine Freunde waren. Zu ihnen zählte Philipp W. Fabry.